# Bahamas nos Jogos Pan-Americanos de 2019
As Bahamas competiram nos Jogos Pan-Americanos de 2019 em Lima de 26 de julho a 11 de agosto de 2019.
Em 3 de julho de 2019, o Comitê Olímpico das Bahamas anunciou uma equipe de 33 atletas (20 homens e 13 mulheres) para competir em quatro esportes: atletismo, judô, natação e tênis.
Durante a  cerimônia de abertura dos jogos, o tenista Justin Roberts foi o porta-bandeira do país na parada das nações.
As Bahamas conquistaram uma medalha nos jogos, a menor marca desde a Cidade do México, em 1975.

## Competidores
Abaixo está a lista de competidores (por gênero) participando dos jogos por esporte/disciplina.
| Esporte   | Homens | Mulheres | Total |
| --------- | ------ | -------- | ----- |
| Atletismo | 12     | 7        | 19    |
| Judô      | 0      | 2        | 2     |
| Natação   | 6      | 4        | 10    |
| Tênis     | 2      | 0        | 2     |
| Total     | 20     | 13       | 33    |